# 미켈라 체스콘
미켈라 체스콘(Michela Cescon, 1971년 7월 13일 ~ )은 이탈리아의 배우이다.

## 출연 작품
- 2017년: 안개 속 소녀 - 마이어 역
- 2018년: 여자라는 이름으로 - 티나 델라 로베레 역